# Ausserschnitz
Als Ausserschnitz wurde im Mittelalter die eine Hälfte des Hochgerichts Klosters genannt, die andere nannte man Innerschnitz. 
Das halbe Hochgericht hatte eine der 14 Stimmen im Zehngerichtebund, einem der drei Bünde, aus dem der Kanton Graubünden hervorgegangen ist. Zum Ausserschnitz zählten die Nachbarschaften Küblis, Conters, Saas, Ascharina und Rüti.

## Quelle
- Friedrich Pieth: Bündnergeschichte. F. Schuler, Chur 1945.